# Charles Blé Goudé
Charles Blé Goudé, nascido em 1 de janeiro de 1972 em Niagbrahio, no centro-oeste da Costa do Marfim, é um político marfinense.
Foi o fundador dos Jovens Patriotas em 2001. Durante a crise de 2010-2011, foi Ministro da Juventude no governo não reconhecido internacionalmente, estabelecido pelo presidente Laurent Gbagbo.
Suas ações durante os eventos de novembro de 2004 em meio a uma Guerra Civil da Costa do Marfim foram controversas e, portanto, ele ficou sujeito a sanções pela ONU por, em particular, ter participado de atos de violência e ter incitado a ódio. Durante a crise de 2010-2011, apoiou o grupo de Laurent Gbagbo. Após a derrota deste último, o Tribunal Penal Internacional emitiu um mandado de prisão internacional para Blé Goudé por crimes contra a humanidade. Ele foi preso em janeiro de 2013 em Gana, depois detido na Costa do Marfim antes de ser transferido em 22 de março de 2014 para o Tribunal Penal Internacional em Haia. Este último o absolveu em 15 de janeiro de 2019, mas a justiça marfinense o condenou à revelia a 20 anos de prisão em dezembro de 2019.